# PGM-17 Thor

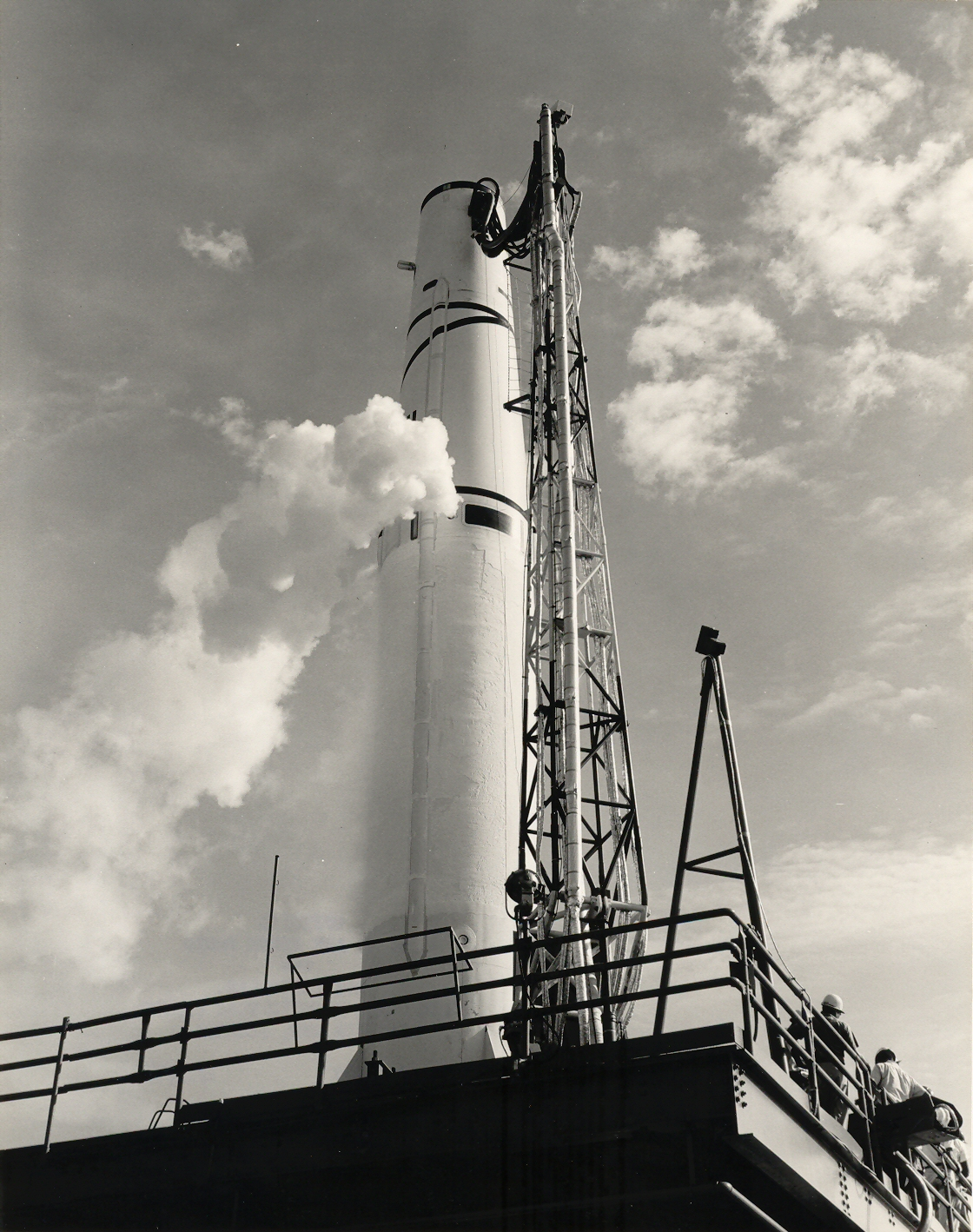
Um míssil balístico de alcance intermediário (IRBM) Thor.

O PGM-17A Thor foi o primeiro míssil balístico operacional da Força Aérea dos Estados Unidos (USAF). Foi nomeado em homenagem ao deus nórdico do trovão . Foi implantado no Reino Unido entre 1959 e setembro de 1963 como um míssil balístico de alcance intermediário (IRBM) com ogivas termonucleares . O Thor tinha 65 pés (20 m) de altura e 8 pés (2,4 m) de diâmetro. 
A primeira geração de mísseis Thor foi apressada para entrar em serviço, e erros de projeto resultaram em uma taxa de falha de lançamento de 24%. O míssil concorrente PGM-19 Jupiter foi mais utilizado, mas ambos foram rapidamente eclipsados pelo programa ICBM de longo alcance da Força Aérea, que poderia ser disparado do solo norte-americano. Em 1959, com o foguete Atlas a caminho de status operacional, os programas Thor e Jupiter tornaram-se obsoletos como veículos de entrega, mas continuaram a ser construídos e implantados até 1963 por razões políticas e para manter o emprego na indústria aeroespacial.
O legado duradouro do míssil continuou enquanto as famílias de veículos de lançamento espacial Thor e, posteriormente Delta, usavam propulsores derivados do míssil Thor original, e continuou até o século XXI.